# Бейгбедер, Хуан Луис
Хуа́н Луи́с Бейгбеде́р-и-Атье́нса (исп. Juan Luis Beigbeder y Atienza; 31 марта 1888, Картахена — 5 июня 1957, Мадрид) — испанский военачальник и политик времён гражданской войны в Испании и первых лет режима Франсиско Франко. Военный атташе при посольствах Испании во Франции и Германии, возглавлял делегацию по делам колоний, занимал должность верховного комиссара Испании в Марокко. Министр иностранных дел Испании в 1939—1940 годах.

## Биография
Хуан Луис Бейгбедер родился в семье выходцев из Эльзаса. Получил образование в Инженерной академии в Гвадалахаре. В 1909—1910 годах воевал в Северной Африке. Считался интеллектуалом в среде военных, владел французским и арабским языками. В течение 16 лет прослужил в Испанском протекторате Марокко. В 1926—1934 годах занимал должность военного атташе в посольствах Испании во Франции и Германии. В Германии стал свидетелем прихода к власти национал-социалистов, познакомился с генералом Эрихом Кюленталем. Вернулся на родину в 1934 году, занимал различные должности в колониальном управлении Марокко.
Бейгбедер поддерживал контакты с военными заговорщиками и активно участвовал в путче 1936 года в Испанском Марокко и обеспечил поддержку путчистов со стороны марокканских лидеров. С согласия Франко Бейгбедер связался с генералом Кюленталем, занимавшим должность военного атташе Германии во Франции, и обеспечил поставку в Испанию транспортных самолётов через частные германские компании. Бейгбедер также убедил консула Италии в Танжере в необходимости военной помощи испанским путчистам. В апреле 1937 года Хуан Бейгбедер был назначен верховным комиссаром Испании в Марокко и занимался вербовкой в армию Франко местного населения. Бейгбедер состоял в Фаланге.
В августе 1939 года по предложению зятя Суньера Франко назначил германофила Бейгбедера на должность министра иностранных дел. С началом Второй мировой войны Бейгбедер обещал послу Германии Штореру, что несмотря на нейтралитет Испания будет поддерживать Германию всеми имеющимися средствами. В октябре 1940 года на фоне слухов об интимной связи Бейгбедера с британкой, подозреваемой в шпионаже, он был снят с должности. О своей отставке он узнал из газет.
Попав в немилость, Бейгбедер пересмотрел свои политические взгляды в отношении Третьего рейха и стал поддерживать претендента на испанский престол графа Хуана Барселонского. В 1943 году Бейгбедер получил назначение военным атташе в посольстве Испании в США. Умер в 1957 году в безвестности.